# Adipinsäurediisobutylester
Adipinsäurediisobutylester ist eine chemische Verbindung aus der Gruppe der Adipinsäureester.

## Vorkommen
Adipinsäurediisobutylester wurde in Bratkartoffeln und Süßholz (Glycyrrhiza glabra L.) sowie im destillierten Wasserextrakt von Hamamelis virginiana L. nachgewiesen.

## Gewinnung und Darstellung
Adipinsäurediisobutylester kann durch Reaktion von Adipoylchlorid oder Adipinsäure mit Isobutylalkohol gewonnen werden.
Es sind auch Herstellungsverfahren beginnend mit der Reaktion von Adipinsäure mit Isopropylcarbinol und anschließende Dealkoholyse bekannt.

## Eigenschaften
Adipinsäurediisobutylester ist eine farblose Flüssigkeit, die praktisch unlöslich in Wasser ist.

## Verwendung
Adipinsäurediisobutylester wird als Weichmacher in synthetischen Ölen verwendet. Es wird auch als Lipidkomponente in der Kosmetikindustrie bei Emulsionen und Hautölen verwendet.